# Tashilhunpo
Le monastère de Tashilhunpo (tibétain : བཀྲ་ཤིས་ལྷུན་པོ་, Wylie : bkra shis lhun po, pinyin tibétain : Zhaxilhünbo, THL : Trashilhünpo, littéralement, monastère de montagne propitiatoire), construit en 1447 par le premier dalaï-lama, est un monastère guélougpa d’importance historique et culturelle sis à Shigatsé, dans la région autonome du Tibet (Tibet central). Il est situé sur une colline au centre de la ville.
Le monastère est le siège traditionnel des panchen-lamas, les tulku de la lignée de la seconde autorité spirituelle du Tibet.
Depuis plus de 500 ans, ce monastère célèbre tous les ans la fête de l'exposition du grand thangka du Bouddha, où un thangka géant représentant Maitreya est exposé sur un mur à thangka,.
Avec Séra, Ganden et Drépung, Tashilhunpo est un des quatre grands monastères du Tibet central à être supervisés par les dalaï-lamas ou les panchen-lamas de la tradition des guélougpa (ou « bonnets jaunes »).

## Histoire

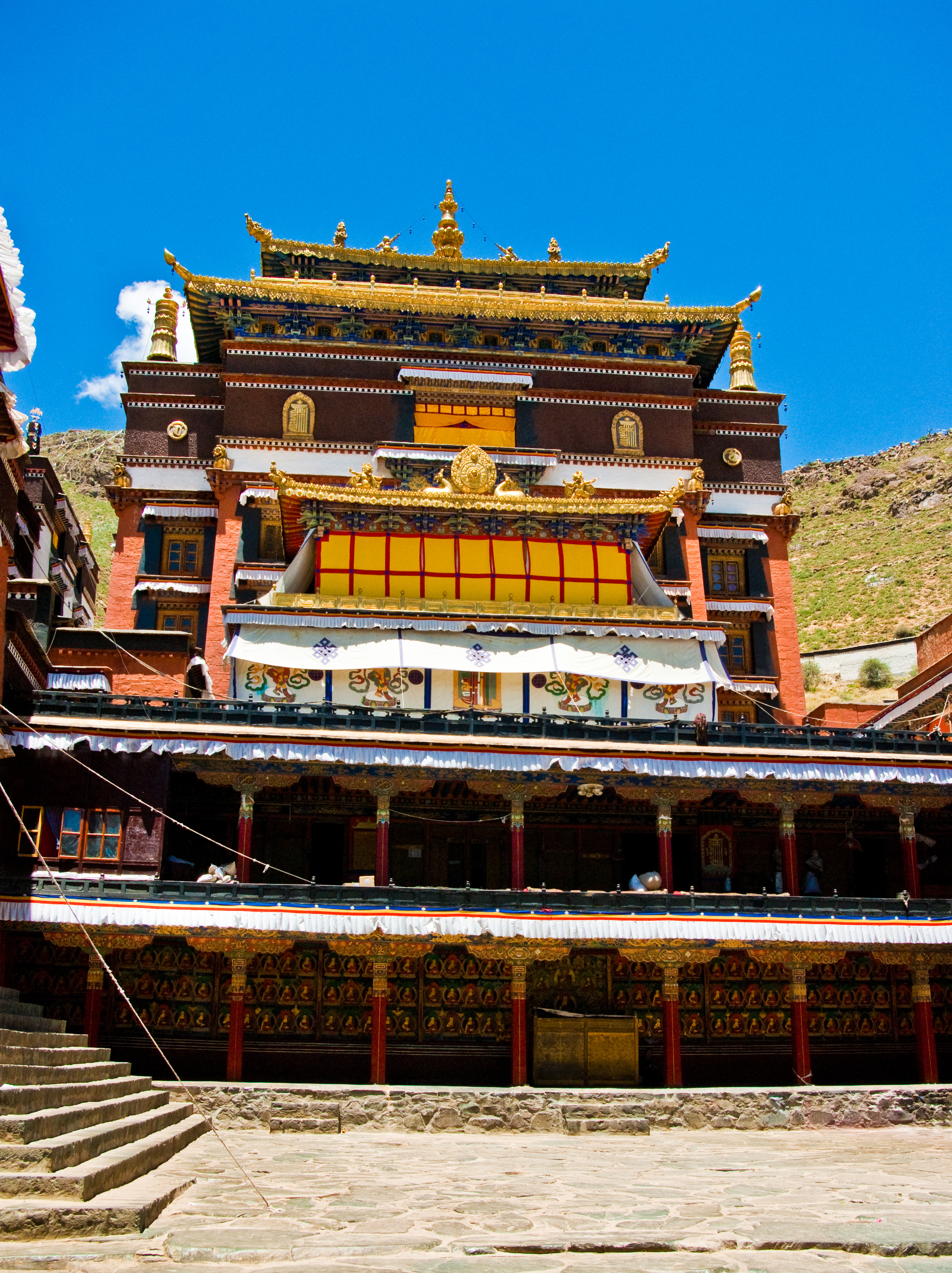
Monastère de Tashilhunpo à Shigatsé en 2009.

En 1447, le monastère de Tashilhunpo est fondé par Gendun Drub, 1er dalaï-lama à titre posthume, à Shigatsé, deuxième plus grande ville du Tibet central. C'est le seul dalaï-lama a avoir été inhumé au monastère de Tashilhunpo dans un stupa d'argent serti de pierre précieuse toujours visible de nos jours.
En 1600, Lobsang Chökyi Gyaltsen, le 4e panchen-lama, entreprend l'extension du monastère.
En 1642, le Tibet passe sous le contrôle des Mongols qoshots, lesquels font de l'école des bonnets jaunes la principale école du bouddhisme tibétain, supplantant l'école kagyu. C'est la fin de la période Phagmodrupa (1351-1642) et des rois tibétains, et le début du gouvernement tibétain ou Ganden Phodrang (1642-1959), où le Tibet sera contrôlé tour à tour par les Mongols et les Mandchous. Soutenu par ces pouvoirs, le monastère devient un des monastères les plus importants du Tibet.
En 1791, les Gurkhas pillent le monastère lors de leur invasion du Tibet. En 1793, l'Empereur sino-mandchou Qianlong envoie une armée de 17 000 hommes à la demande des Tibétains, pour chasser les Gurkhas, forçant ces derniers à rendre les trésors qu'ils avaient pillés.

## XXesiècle

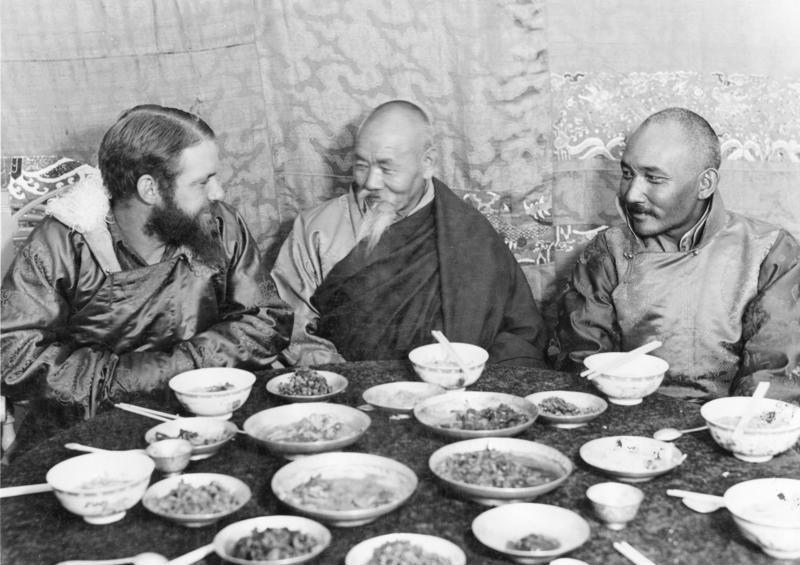
Le zoologue allemand Ernst Schäfer, Ngagchen Rinpoché et Möndro au monastère en 1939.

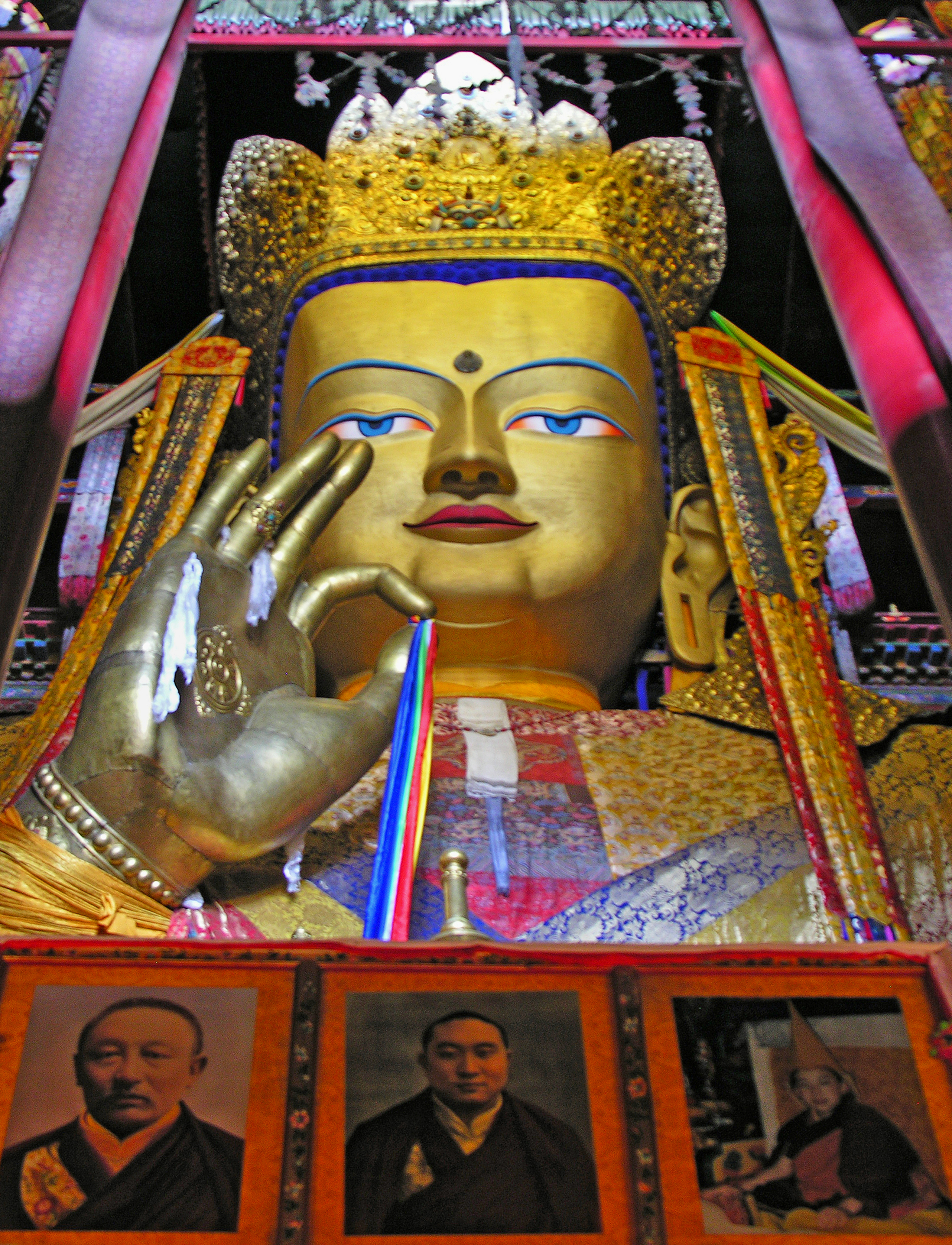
Bouddha Maitreya de 26,2 mètres dans l'un des bâtiments du monastère en 2006.

Selon Michael Buckley, fin 1960, l’Armée populaire de libération (APL) entoura le monastère de Tashilhunpo (qui jusque-là avait échappé aux réformes) et arrêta ses 4 000 moines. Certains furent par la suite exécutés, d'autres se suicidèrent, un grand nombre furent emmenés dans des camps de travail.
Selon Ardy Verhaegen (nl), une bonne partie du monastère de Tashilhunpo fut détruite par l'APL en 1960, ses moines envoyés en camp de travail et le 10e panchen-lama fit dès lors ouvertement ce qu'il put pour préserver la religion du Tibet, répétant que le 14e dalaï-lama était l'authentique dirigeant du Tibet.
En 1961, le monastère est classé dans la liste des sites historiques et culturels majeurs protégés au niveau national.
En 1962, le 10e panchem-lama commença la rédaction de sa Pétition en 70 000 caractères au monastère.
En janvier 1989, le 10e panchen-lama se rendit au monastère de Tashilungpo pour inaugurer un chorten rassemblant les dépouilles des précédents panchen-lamas qui avaient été profanées par les gardes rouges durant la révolution culturelle.

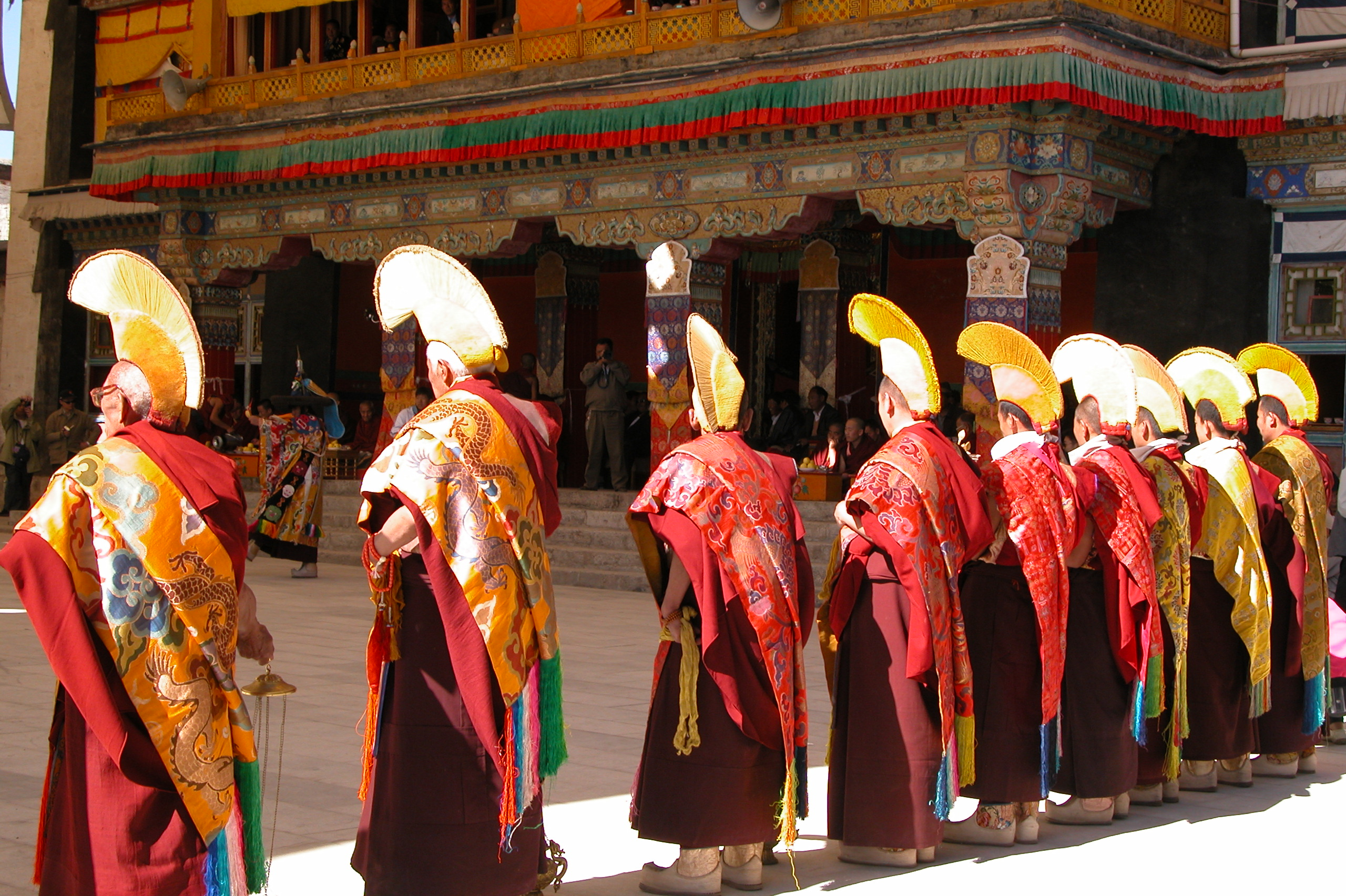
Moines au monastère de Tashilhunpo lors d'une cérémonie en 2003.

En 1995, Chadrel Rinpoché, l'abbé en exercice du monastère de Tashilhunpo découvrit Gendhun Choekyi Nyima, la réincarnation du 11e panchen-lama qui est officiellement reconnue par le dalaï-lama. Chadrel Rinpoché fut inculpé par le gouvernement chinois de collaboration avec le dalaï-lama et condamné à 6 ans de prison. Selon le TCHRD, Chadrel Rinpoché a été libéré avec un an de retard, en janvier 2002 de la prison numéro 3 de Chuandong dans le Sichuan. Il a aussitôt été placé en résidence surveillée. Il est mort en 2011, peut-être empoisonné.
Selon la radio anticommuniste américaine créée pendant la guerre froide, Radio Free Asia, en 2007, deux moines du monastère de Tashilhunpo se suicident, à la suite d'une campagne d'exclusion menée par des officiels chinois. Selon le site catholique Asianews, ces moines avaient participé à la reconnaissance du 11e panchen-lama, Gendhun Choekyi Nyima, et pouvaient donc être appelés à reconnaître le prochain dalaï-lama,.

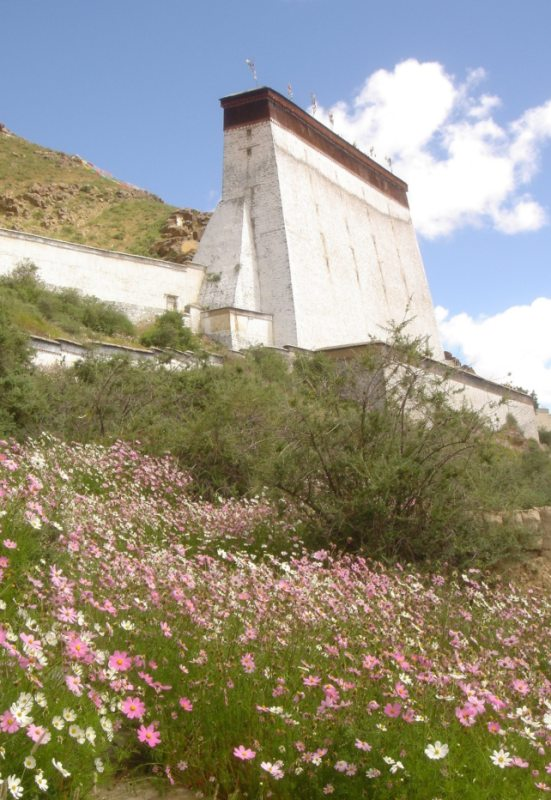
Le mur à thangka surplombant le monastère.
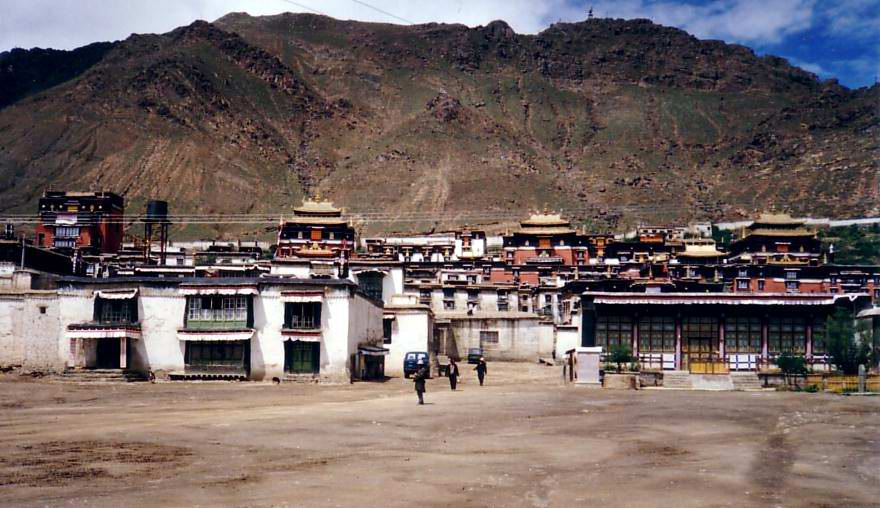
Le monastère en 1993.
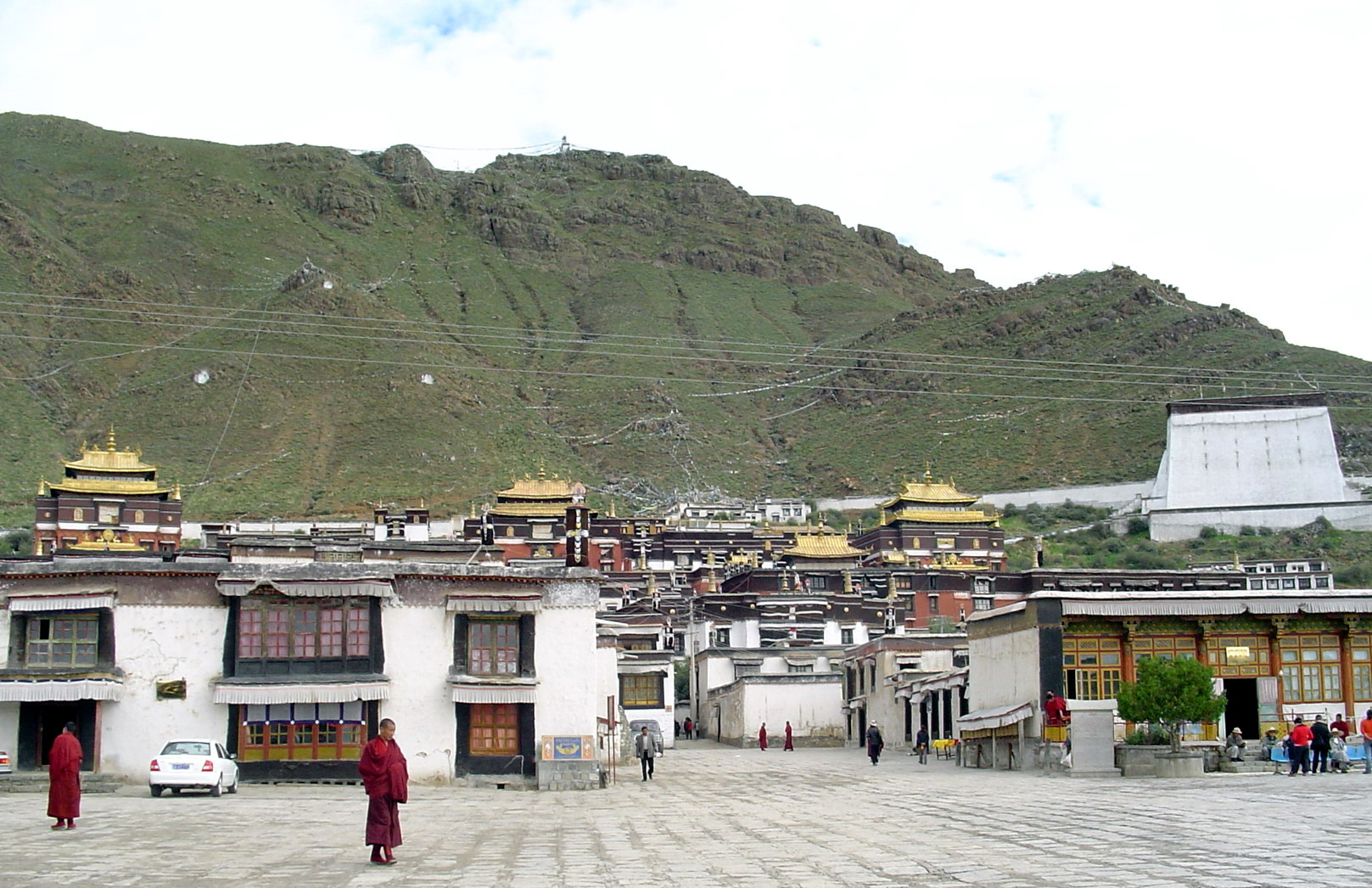
La même vue en 2005.
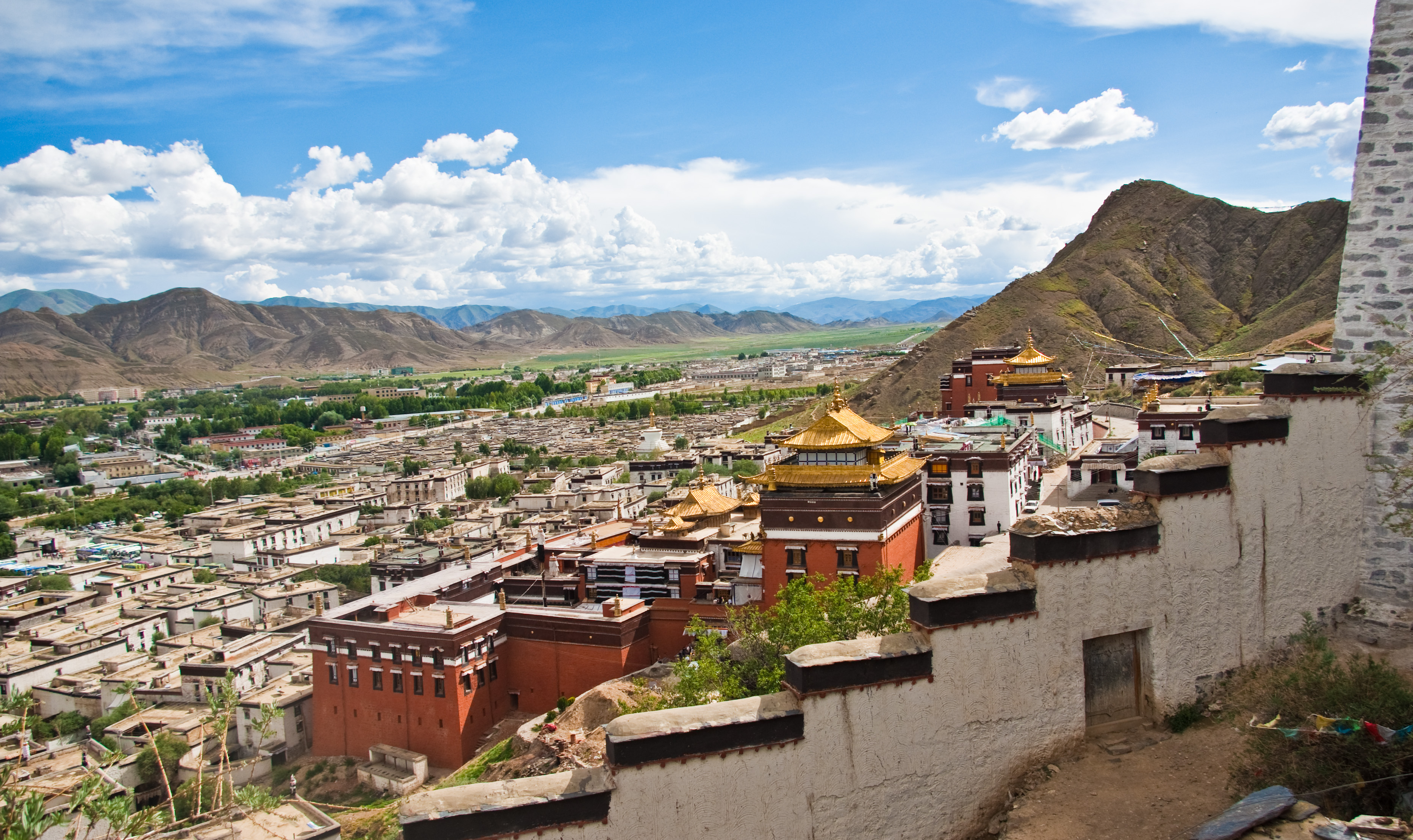
Vue depuis le Nord-Est en 2006.
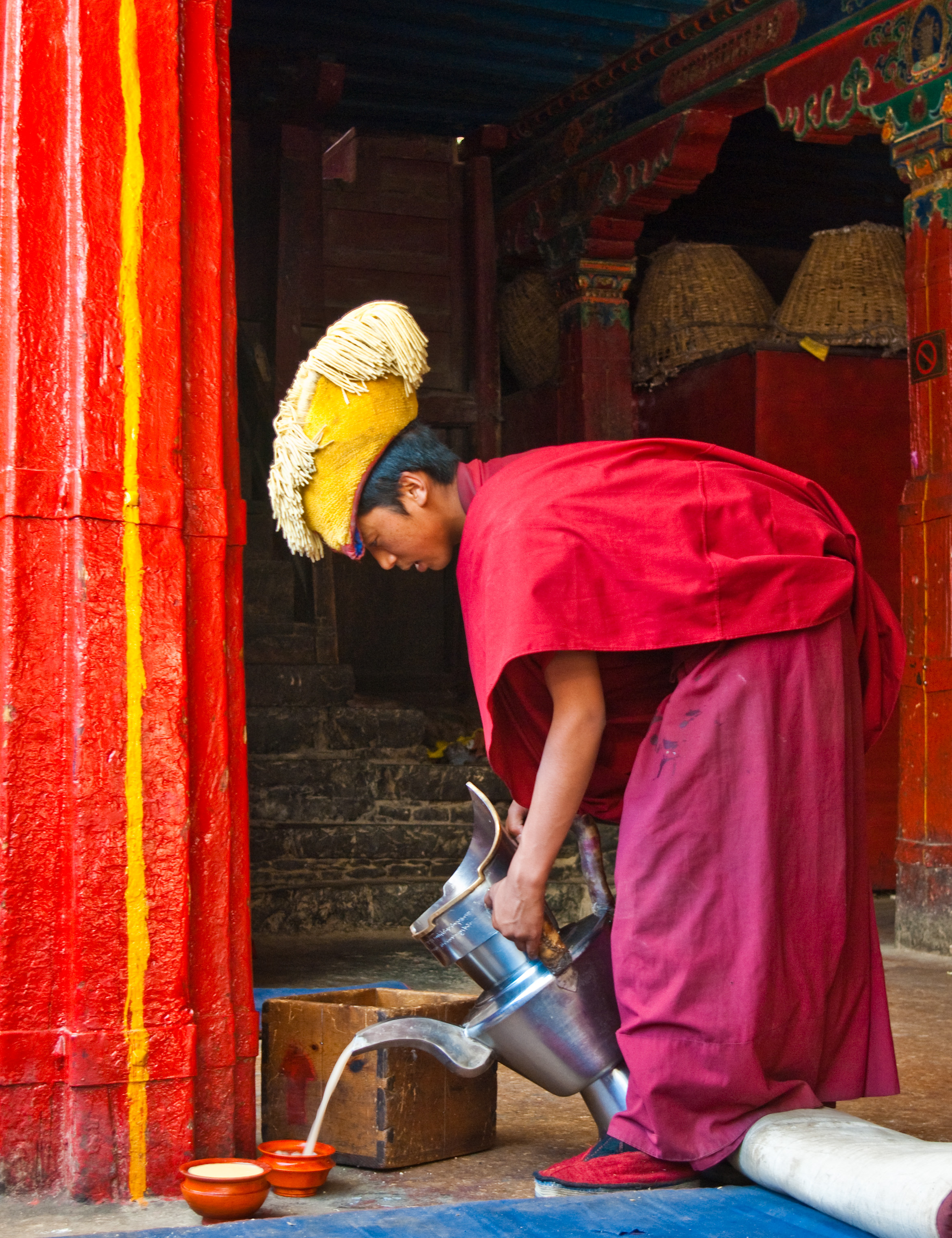
Moine du monastère.

## Second Tashilhunpo en Inde

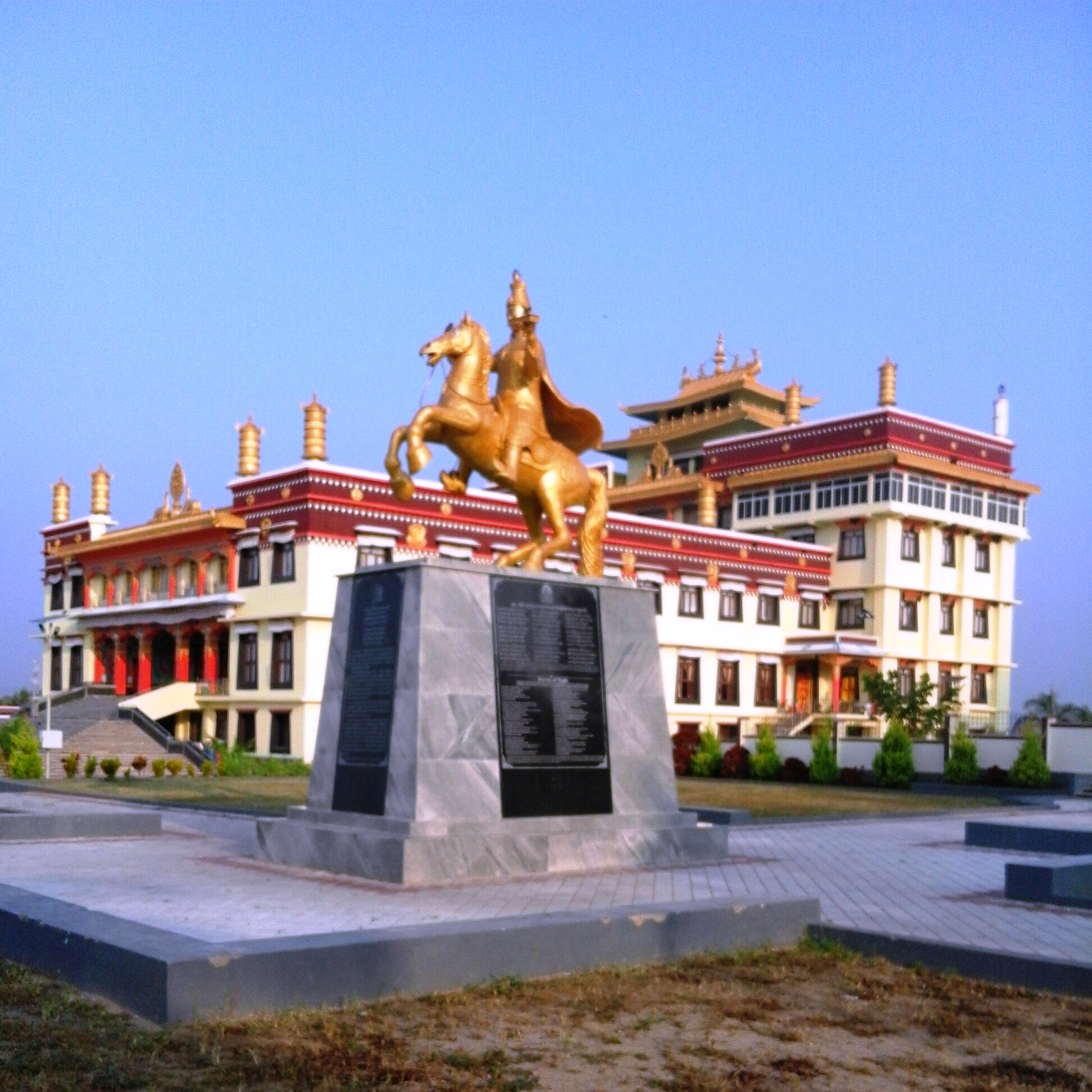
Monastère de Tashilhunpo à Bylakuppe en Inde.

En 1960, beaucoup d’anciens lamas ont quitté le Tibet et ont aidé à l'établissement en Inde, au Népal et au Bhoutan de  nouveaux monastères de même nom que leur établissement d'origine. En 1972, sous l’égide de Tenzin Gyatso, 14e dalaï-lama, le monastère de Tashilhunpo a été rétabli dans l'État indien méridional du Karnataka. Le 10e panchen-lama, Choekyi Gyaltsen, n'ayant pas quitté le Tibet central, où sont aussi restés beaucoup de lamas du monastère originel, le monastère en exil, contrairement aux autres qui se sont développés sous la direction de lamas, est resté l'un des plus pauvres.
Occupant une position centrale dans le camp de réfugiés tibétains de Bylakuppe, le monastère en Inde héberge plus de 250 moines dont de nombreux tulkous. Ils viennent du Tibet et des régions himalayennes du Spiti, Khunu, Ladakh, Ghashar et Sangkhar.
Le monastère déclare donner une éducation de la religion bouddhiste ainsi qu’une éducation moderne et avoir un rôle vital dans la préservation de bouddhisme.